# Ромил Черепишки
Ромил Черепишки е духовник - архимандрит на Българската православна църква - Българска патриаршия от най-новата ѝ история. Той е последният носител на древната православна исихастка традия в Черепишкия манастир, където се подвизава петдесет години.

## Биография
Роден е на 12 април 1919 г. В село Салаш, Белоградишко, Видинска епархия със светското име Борис Димитров Йоцов. Той е пето от шестте деца на бедни, но силно вярващи и благочестиви родители. Бедността му попречила да получи добро образование светско образование, което компенсира със самообразование и себеусъвършенстване, бележи целият му живот. Отбива военна служба в 15-и пехотен ломски полк в Белоградчик, а по време на Втората световна война, през 1942 г. е мобилизиран със същия полк в Сърбия. Видяното и преживяното през военните години, насилията на атеистичния режим над Църквата, православното духовенство и вярващия народ, християнското му възпитание и духовните му търсения определя решението му да се отдаде изцяло на служение Богу, като приеме монашество.
След като завършва свещеническото училище при Черепиш през месец август 1949 г. Борис Йоцов се установява на послушание в Черепишкия манастир по времето на игумена архимандрид Атанасий. На следващата година дава монашески обет и приема пострижение с името Ромил. Цели 50 години той се подвизава в същата обител следвайки предадената му древна православна монашеска традиция. Става истински образец за християнско смирение и благочестие и мъдър наставник на всички християни дошли с вяра в Черепишкия манастир.
Името на отец Ромил става известно далеч от светата обител и пределите на България. Екип на BBC, заснема филм за камбаните на Черепишкия манастир и техния звънар архимандрит Ромил.
В началото на 2000 г. отец Ромил заминава на лечение в санаториума в село Искрец, Софийско и изчезва безследно.